# 倍压加速器
倍壓加速器 是直流高壓加速器的一種，運用倍壓整流電路產生的直流高電壓加速帶電粒子，至於其他的構造就和一般的粒子加速器一樣。他只要是先在加速氣一端的高壓電極內，產生所需要的帶電粒子束，當直流高壓電加到高壓電極和加速管中的各個加速電極上時，各電極之間就產生了電場，並且把粒子加速。